# Bezník
Bezník (německy Besnik) je malá vesnice, část obce Borek v okrese Jičín. Nachází se asi jeden kilometr severozápadně od Borku. Bezník je také název katastrálního území o rozloze 2,31 km².

## Historie
První písemná zmínka o vesnici pochází z roku 1267.

## Obyvatelstvo
| Rok            | 1869 | 1880 | 1890 | 1900 | 1910 | 1921 | 1930 | 1950 | 1961 | 1970 | 1980 | 1991 | 2001 | 2011 | 2021 |
| -------------- | ---- | ---- | ---- | ---- | ---- | ---- | ---- | ---- | ---- | ---- | ---- | ---- | ---- | ---- | ---- |
| Počet obyvatel | 187  | 223  | 203  | 188  | 186  | 152  | 137  | 90   | 82   | 54   | 41   | 25   | 23   | 27   | 34   |
| Počet domů     | 31   | 34   | 34   | 34   | 34   | 34   | 33   | 28   | 22   | 19   | 15   | 25   | 24   | 24   | 20   |

## Obecní správa
Při sčítání lidu v letech 1869–1974 Bezník byl samostatnou obcí, se kterým patřil nejprve do okresu Hradec Králové, ale v letech 1900–1930 v okrese Nový Bydžov, v roce 1950 v okrese Hořice a v letech 1961–1974 v okrese Jičín. Od 1. ledna 1975 do 23. listopadu 1990 byl částí města Miletín v okrese Jičín. Od 24. listopadu 1990 je částí obce Borek v okrese Jičín.

## Pamětihodnosti
- Asi 200 metrů jihovýchodně od vesnice (už v katastrálním území Borek u Miletína) jsou patrné pozůstatky hradu u Bezníka z třináctého století.[8]
- U křižovatky silnic mezi Bezníkem, Kalem a Vidoní stojí smírčí kříž.[9]
- Přírodní památka Homolka
- Přírodní památka Kalské údolí